# Гоев, Александр Иванович
Александр Иванович Гоев (28 марта 1947, Славгород, Могилёвская область — 8 ноября 2014, Москва) — советский и российский инженер и организатор производства, доктор технических наук. Директор Сморгонского завода оптического станкостроения (1980—1986) и Красногорского механического завода (1986—2006). Почётный гражданин Красногорского района Московской области (2004).

## Биография
Родился 28 марта 1947 года в городе Славгороде Могилёвской области Белорусской ССР.
С 1965 по 1970 год обучался в Могилевском машиностроительном институте. С 1970 года работал в системе Министерства оборонной промышленности СССР. С 1970 по 1976 год работал на Загорском оптико-механическом заводе (Сергиев Посад, Московская область) в качестве инженера-технолога, мастера, старшего инженера-технолога и руководителя технологического бюро.
С 1976 по 1980 год — заместитель главного инженера и заместитель директора по производству, с 1980 по 1986 год — директор Сморгонского завода оптического станкостроения (Сморгонь, Белорусская ССР).
С 1986 по 2006 год — директор (с 1993 года — генеральный директор)
Красногорского механического завода (Красногорск, Московская область). В 1987 году окончил заочное отделение Академии народного хозяйства при Совете Министров СССР. С 1986 года при непосредственном участии А. И. Гоева начали осваиваться в производстве завода новые бинокулярные лупы, лазерные микроанализаторы и приборы ночного видения.
В 1988 году под руководством А. И. Гоева был закончен монтаж комплекса оптико-электронного комплекса контроля космического пространства «Окно» и в 1999 году был принят на боевое дежурство. В 1990 году в производство запущены обзорно-прицельные комплексы «Шквал» для вертолётов и самолётов. В 2004 году предприятие на несколько лет получает статус Федерального научно-производственного центра. В 2000-е годы завод пытался освоить массовый выпуск фотоаппаратов сравнительно прогрессивных моделей, в частности, «Зенит-КМ», который оснащался встроенным электроприводом для автоматического взвода затвора и перемотки плёнки. Параллельно продолжали выпускаться модернизированные «Зениты» старого модельного ряда. С 2006 по 2014 года являлся постоянным членом Военно-промышленной комиссии при Правительстве Российской Федерации.
Помимо основной деятельности А. И. Гоев занимался научно-педагогической деятельностью в Московском государственном техническом университете имени Н. Э. Баумана в качестве доцента кафедры «Лазерные оптико-электронные приборы и
системы» и заведующим кафедрой «Инновационные технологии» Академии развития персонала в Красногорске. В 1994 году А. И. Гоев защитив диссертацию на соискание учёной степени кандидат технических наук, в 2003 году — доктор технических наук. А. И. Гоев являлся членом Учёного совета и председателем государственной аттестационной комиссии Российского технологического университета, академиком Российской инженерной академии, почётным академиком Российской академии космонавтики имени К. Э. Циолковского и член-корреспондентом Российской академии ракетных и артиллерийских наук. Автор более сорока научных работ и восьми изобретений в области оптического приборостроения.
Скончался 8 ноября 2014 года, похоронен в Москве на Троекуровском кладбище.

## Награды, звания премии
- Орден «За заслуги перед Отечеством» IV и III степеней[3][1][2][8]
- Орден «Знак Почёта»[1][2]
- Заслуженный машиностроитель Российской Федерации (1996) — за заслуги перед государством, большой вклад в развитие отечественного машиностроения и многолетний добросовестный труд на предприятиях и в организациях танкостроительной промышленности[9]
- Государственная премия Российской Федерации (1993)[1][2][3]
- Премия Правительства Российской Федерации в области науки и техники (2004)[1][2][3]
- Почётная грамота Правительства Российской Федерации (25 марта 1997) — за большой личный вклад в обеспечение устойчивой работы акционерного общества в условиях конверсии и структурной перестройки производства и многолетний добросовестный труд
- Государственная премия БССР (1986)[1][2][3]
- Почётный гражданин Красногорского района Московской области (26 августа 2004)[1][2]